# Saint-Jean-lès-Buzy
Saint-Jean-lès-Buzy és un municipi francès situat al departament del Mosa i a la regió del Gran Est. L'any 2007 tenia 287 habitants.

## Demografia

### Població
El 2007 la població de fet de Saint-Jean-lès-Buzy era de 287 persones. Hi havia 114 famílies, de les quals 28 eren unipersonals (16 homes vivint sols i 12 dones vivint soles), 47 parelles sense fills, 31 parelles amb fills i 8 famílies monoparentals amb fills.
La població ha evolucionat segons el següent gràfic:
Habitants censats

### Habitatges
El 2007 hi havia 139 habitatges, 117 eren l'habitatge principal de la família, 8 eren segones residències i 14 estaven desocupats. 125 eren cases i 14 eren apartaments. Dels 117 habitatges principals, 91 estaven ocupats pels seus propietaris i 25 estaven llogats i ocupats pels llogaters; 6 tenien dues cambres, 9 en tenien tres, 31 en tenien quatre i 71 en tenien cinc o més. 96 habitatges disposaven pel capbaix d'una plaça de pàrquing. A 50 habitatges hi havia un automòbil i a 56 n'hi havia dos o més.

### Piràmide de població
La piràmide de població per edats i sexe el 2009 era:
| Homes | Edats   | Dones |
| ----- | ------- | ----- |
| 0     | 95 o +  | 0     |
| 0     | 90 a 94 | 0     |
| 0     | 85 a 89 | 0     |
| 0     | 80 a 84 | 0     |
| 8     | 75 a 79 | 8     |
| 16    | 70 a 74 | 12    |
| 4     | 65 a 69 | 12    |
| 0     | 60 a 64 | 4     |
| 4     | 55 a 59 | 12    |
| 0     | 50 a 54 | 0     |
| 12    | 45 a 49 | 0     |
| 16    | 40 a 44 | 8     |
| 0     | 35 a 39 | 20    |
| 0     | 30 a 34 | 12    |
| 16    | 25 a 29 | 8     |
| 0     | 20 a 24 | 4     |
| 28    | 15 a 19 | 0     |
| 4     | 10 a 14 | 16    |
| 8     | 5 a 9   | 12    |
| 8     | 0 a 4   | 8     |

## Economia
El 2007 la població en edat de treballar era de 178 persones, 139 eren actives i 39 eren inactives. De les 139 persones actives 122 estaven ocupades (68 homes i 54 dones) i 18 estaven aturades (5 homes i 13 dones). De les 39 persones inactives 16 estaven jubilades, 6 estaven estudiant i 17 estaven classificades com a «altres inactius».

### Ingressos
El 2009 a Saint-Jean-lès-Buzy hi havia 124 unitats fiscals que integraven 306 persones, la mediana anual d'ingressos fiscals per persona era de 16.745 €.

### Activitats econòmiques
Dels 7 establiments que hi havia el 2007, 1 era d'una empresa extractiva, 2 d'empreses de construcció, 2 d'empreses de comerç i reparació d'automòbils, 1 d'una empresa de transport i 1 d'una empresa immobiliària.
Dels 2 establiments de servei als particulars que hi havia el 2009, 1 era una lampisteria i 1 agència immobiliària.
L'any 2000 a Saint-Jean-lès-Buzy hi havia 3 explotacions agrícoles.

## Equipaments sanitaris i escolars
El 2009 hi havia una escola elemental integrada dins d'un grup escolar amb les comunes properes formant una escola dispersa.

## Poblacions més properes
El següent diagrama mostra les poblacions més properes.